# Mnemosyne (program)
Mnemosyne je software pro výuku založený na opakování karet s otázkami a odpovědmi, proto se používá zejména pro cizí jazyky. Pojmenován je po Mnémosyné, řecké bohyni paměti, maskotem je motýl jasoň dymnivkový (Parnassius mnemosyne).
Využívá upraveného SM 2 algoritmu, který plánuje, kdy se určitá karta objeví znovu, v závislosti na tom, jak zkoušený ohodnotil svoji znalost této karty. Hodnotí se pomocí stupnice od 0 do 5, v níž 0 a 1 znamenají nezapamatovanou kartu a 5 kartu zopakovanou příliš brzy, vybavenou bez námahy.
Kromě textových karet lze používat obrázky a zvuky, program podporuje také HTML a LaTeX.
Na webu programu jsou k dispozici některé připravené sady karet.
Pokud uživatel souhlasí, jsou data z Mnemosyne odeslána autorovi a slouží k výzkumu v oblasti dlouhodobé lidské paměti.
Dalšími programy tohoto zaměření jsou Anki, SuperMemo nebo Winflash.